# Weißköder
Als Weißköder wird die unreife Brut („Jungfische“, Setzlinge) kleiner Fischarten wie Sardinen und Sardellen aus dem Mittelmeer, seltener auch von Sandaalen oder Meerbrassen, bezeichnet. In Italien heißen sie bianchetti (italienisch Singular: bianchetto ‚kleines Weißes, Weißling‘). Bianchetti sind zwischen 25 und 50 mm lang und werden mit feinmaschigen, im Ligurischen sciabegottu genannten Fischernetzen gefangen. Diese Netze sind den Waden (rete a sciabica) ähnlich, aber kleiner.

## Zubereitungen und regionale Bezeichnungen

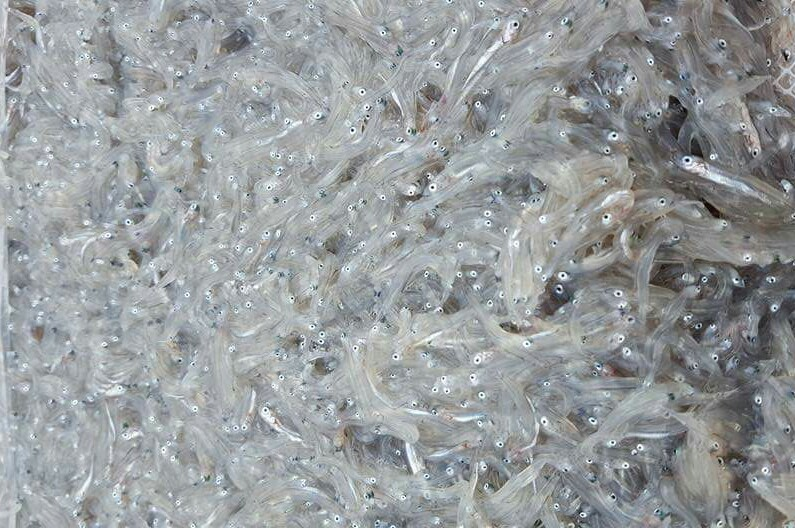
Bianchetti aus Sizilien

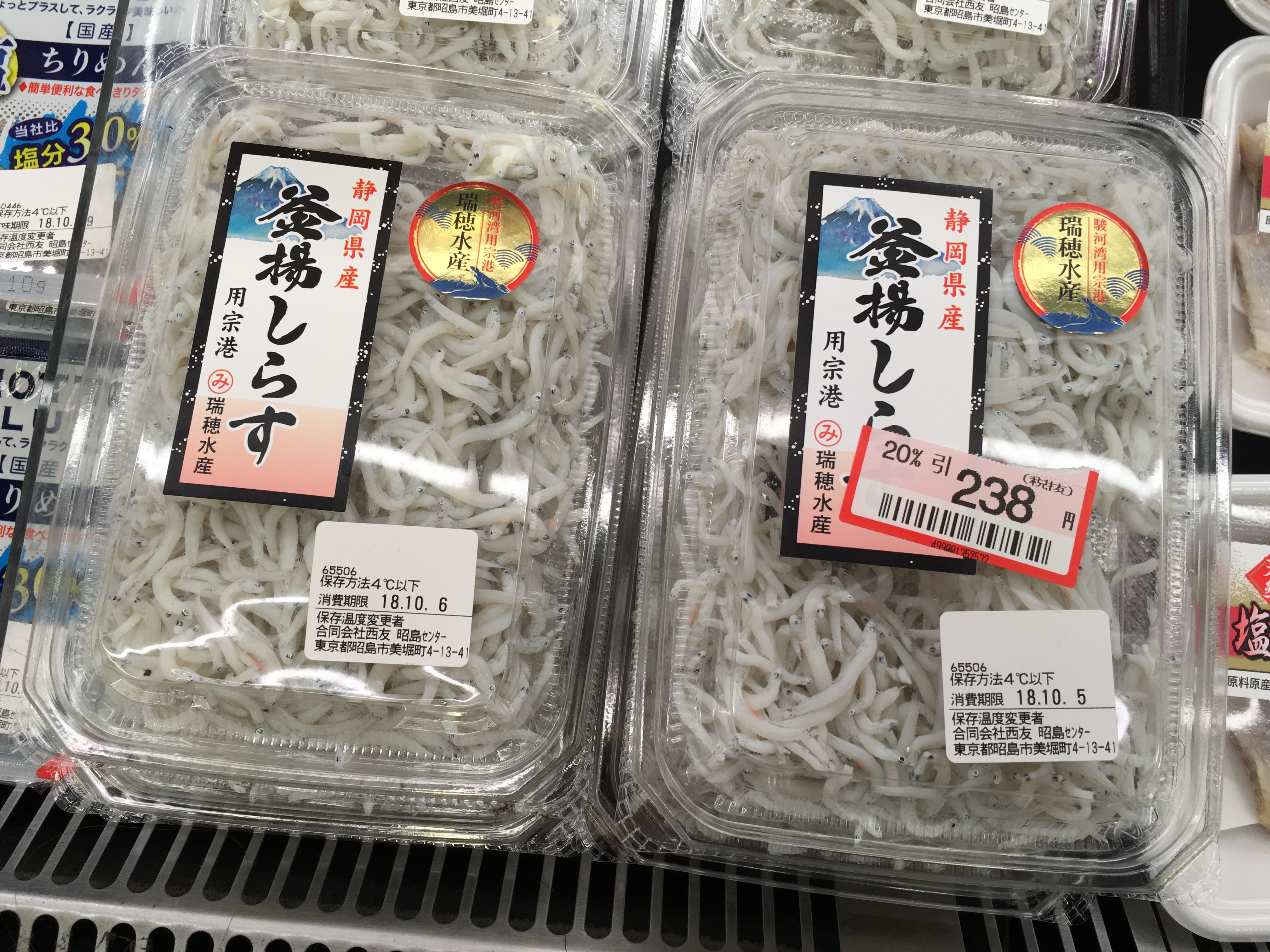
Verpackte Shirasu aus Tokyo

### Italien
- In der ligurischen Küche wird der gianchetti genannte Weißköder meist mit heißem Salzwasser abgebrüht und mit Olivenöl und Zitrone angerichtet.
- In der sizilianischen Küche werden bianchetti auf Spaghetti gegeben (spaghetti con la neonata, „Spaghetti mit Neugeborenem“) oder als Fleischkrapfen mit Petersilie, Ei und Mehl zubereitet.
- In der kampanischen Küche wird der als cicinielli bezeichnete Weißköder in Backteig frittiert.
- In Ancona heißt der Weißköder paranzola.
- In Macerata (Marken) wird die Bezeichnung lattarina benutzt.
- Im apulischen Brindisi heißt der Weißköder schuma ti mari (schiuma di mare, „Meerschaum“).
- Im apulischen Taranto heißt er faloppa und wurde mit Ei nach Art einer Frittata zubereitet.
- Im der kalabrischen Provinz Crotone werden bianchetti mit peperoncini und anderen Gewürzen zerstampft und als sardella bezeichnet.
- In der Küche von Reggio Emilia auf Kalabrien sind die Bezeichnungen neonata, ’nnannata und biancomangiari üblich. Man bäckt sie in Schmalzteig (frittelli ’i ’nnannata)
- In der norditalienischen Romagna wird der als pescini del gatto („Katzenfischchen “) oder o uomini nudi („nackte Menschen/Männer“) bezeichnete Weißköder in Backteig frittiert.

### Frankreich
- In Ajaccio auf Korsika wird Weißköder (poutine) mit Eiern, Knoblauch, Petersilie und Öl zu einer Art pikanten Windbeuteln frittiert.

### Japan
- In der japanischen Küche heißt der Weißköder shirasu. Es handelt sich um eine Spezialität aus der Region Shōnan („Sagami-Süd“, heute der Südwestteil von Kanagawa) südlich von Tokyo. Shirasu wird roh auf einer Reisschüssel mit Sojasauce und Wasabi angerichtet. Um die schnell verderblichen Fischchen zu konservieren, werden sie industriell auch vorher in Salzwasser gekocht. Sie heißen dann kamaage shirasu.